# Мератус
Мератус (на индонезийски: Pegunungan Meratus) е дълга около 350 km планинска верига в югоизточната част на остров Калимантан, Индонезия, простираща се покрай югоизточното крайбрежие на острова (Макасарския проток и долината на река Барито на запад). Най-висок връх е Бесар (1892 m), издигащ се в централната ѝ част. Преобладават средновисоките планини със заоблени върхове и силно разчленени склонове. Изградена е от гранити, варовици и кристалинни шисти. От северната ѝ част води началото си река Негара, най-големият ляв приток на река Барито. Склоновете ѝ са покрити с влажни вечнозелени екваториални гори, развити върху планински латеритни почви.